# Tramell Tillman
Tramell Tillman (Washington, 17 giugno 1985) è un attore statunitense.

## Biografia
Nato a Washington, D.C. del 1985. Sua madre lavorava per il governo degli Stati Uniti, suo padre per Amtrak, ed è cresciuto con cinque fratelli maggiori a Largo, nel Maryland. È cresciuto con la fede battista.
Nel 2003 si diplomò alla Eleanor Roosevelt High School a Greenbelt, e si iscrisse alla Xavier University of Louisiana nel New Orleans come studente pre-medico con l'intenzione iniziale di diventare chirurgo ortopedico. Nel 2005, dopo che l'Uragano Katrina colpì il New Orleans, i suoi genitori, preoccupati per la sua incolumità, lo convinsero a trasferirsi alla Jackson State University, nel Mississippi. Si laureò con lode in comunicazione di massa nel 2008. Nel 2014, conseguì un Master in belle arti in recitazione presso l'Università del Tennessee a Knoxville. Fu il primo afroamericano a laurearsi in questo programma.
Ha affermato di aver sempre ammirato la recitazione come forma d'arte e ha attribuito a sua madre (che gli ha fornito la sua prima parte all'età di 10 anni, quando si era offerta volontaria per apparire nello spettacolo natalizio della loro chiesa) il merito di averlo ispirato a intraprendere la carriera di attore per superare la sua timidezza.
Ha lavorato nel settore non-profit per oltre un decennio prima di intraprendere la carriera di attore professionista, e ha attinto alle proprie esperienze nel mondo aziendale americano per il ruolo che lo ha reso famoso, quello di Seth Milchick nella serie di Apple TV+ Scissione.

## Vita privata
Vive a New York dal 2014.
È apertamente omosessuale.

## Filmografia

### Cinema
- Barron's Cove, regia di Evan Ari Kelman (2024)
- Sweethearts, regia di Jordan Weiss (2024)
- Mission: Impossible - The Final Reckoning, regia di Christopher McQuarrie (2025)

### Televisione
- Difficult People – serie TV, un episodio (2015)
- Dietland – serie TV, 10 episodi (2018)
- Elementary – serie TV, un episodio (2019)
- Godfather of Harlem – serie TV, 6 episodi (2019)
- Hunters – serie TV, 2 episodi (2020)
- Scissione – serie TV, 19 episodi (2022-In corso)
- Hit-Monkey – serie TV, 7 episodi (2024) – voce

## Riconoscimenti
- Independent Spirit Awards
  - 2022 – Candidatura per la miglior interpretazione di un attore non protagonista in una nuova serie per Scissione.[11]
- Screen Actors Guild Awards
  - 2022 – Candidatura per il miglior cast in una serie drammatica per Scissione.[12]
- Pan African Film Festival
  - 2025 – Miglior attore emergente per Scissione.[13]

## Doppiatori italiani
Nelle versioni in italiano delle opere in cui ha recitato, Tramell Tillman è stato doppiato da:
- Massimo Bitossi in Dietland, Hunters
- Alessandro Parise in Scissione, Mission: Impossible - The Final Reckoning
- Fabrizio Dolce in Godfather of Harlem
- Gabriele Sabatini in Sweethearts